# 中共中央工业交通工作部
中共中央工业交通工作部，是中共中央下设的部。

## 历史
1956年1月，在原中央书记处第三办公室和中央组织部工业干部管理处、交通运输干部管理处的基础上，成立中共中央工业交通工作部。1956年11月，工业交通工作部分建为中共中央工业工作部、中共中央交通工作部。 

## 领导人
- 部长： 
  - 李雪峰（1956年1月—1956年11月)
- 副部长：
  - 李立三（1956年1月—1956年11月)
  - 于江震（1956年1月—1956年11月)
- 重工业处处长李文甫